# Цай Яньсюн
Цай Яньсюн (кит. трад. 王南珍, пиньинь Cài Yănxióng; 1915, Бангкок — 29 июня 2007, Гонконг) — китайский баскетболист. Участник летних Олимпийских игр 1936 года.

## Биография
Цай Яньсюн родился 26 августа 1915 года в сиамском городе Бангкок (сейчас в Таиланде). Сюда его семья перебралась из деревни Учан уезда Фыншунь провинции Гуандун, чтобы разбогатеть на предпринимательстве.
В детстве родители отправили Яньсюна обратно на родину, чтобы он получил китайское культурное образование.
Учился на факультете образования Цзинаньского университета в Шанхай. Играл в баскетбол за команду вуза и города. В 1935 году был приглашён в сборную Китая.
В 1936 году вошёл в состав сборной Китая по баскетболу на летних Олимпийских играх в Берлине, поделившей 15-18-е места. Участвовал в одном матче против сборной Бразилии (14:32).
После Олимпиады продолжал выступал за университетскую, городскую и национальную команду. После окончания учёбы вернулся в Таиланд, где играл за сильную местную команду «Хуалянь», в составе которой было несколько китайских баскетболистов.
С 1950-х годов занимался поставками в Китай технологий, которых не было в стране.
После создания КНР занимал посты заместителя директора Шанхайской спортивной федерации и спортивного комитета провинции Гуандун, заместителя председателя отделения Гуандуна Всекитайской федерации спорта. Входил в комитет Всекитайской федерации спорта.
Много раз был делегатом Народного конгресса провинции Гуандун и сессий Народного политического консультативного совета Китая. 
Был главным тренером мужской и женской баскетбольных армейских команд Гуанчжоу.
В 1977 году ушёл на пенсию, после чего перебрался в Гонконг. Работал в компании Hong Kong Liming Enterprise Co., Ltd, выпускающей электронные компоненты.
Умер 29 июня 2007 года в Гонконге.